# Consejo Indígena del Pueblo Tacana
El Consejo Indígena del Pueblo Tacana (CIPTA) es una organización indígena que agrupa a 23 comunidades tacanas de la provincia Abel Iturralde, en el Departamento de La Paz, en Bolivia. Su misión se enfoca en asegurar la consolidación de los territorios tradicionales y mejorar las condiciones de vida de las comunidades, promoviendo el fortalecimiento de sus valores culturales y el uso sostenible de los recursos naturales.

## Historia

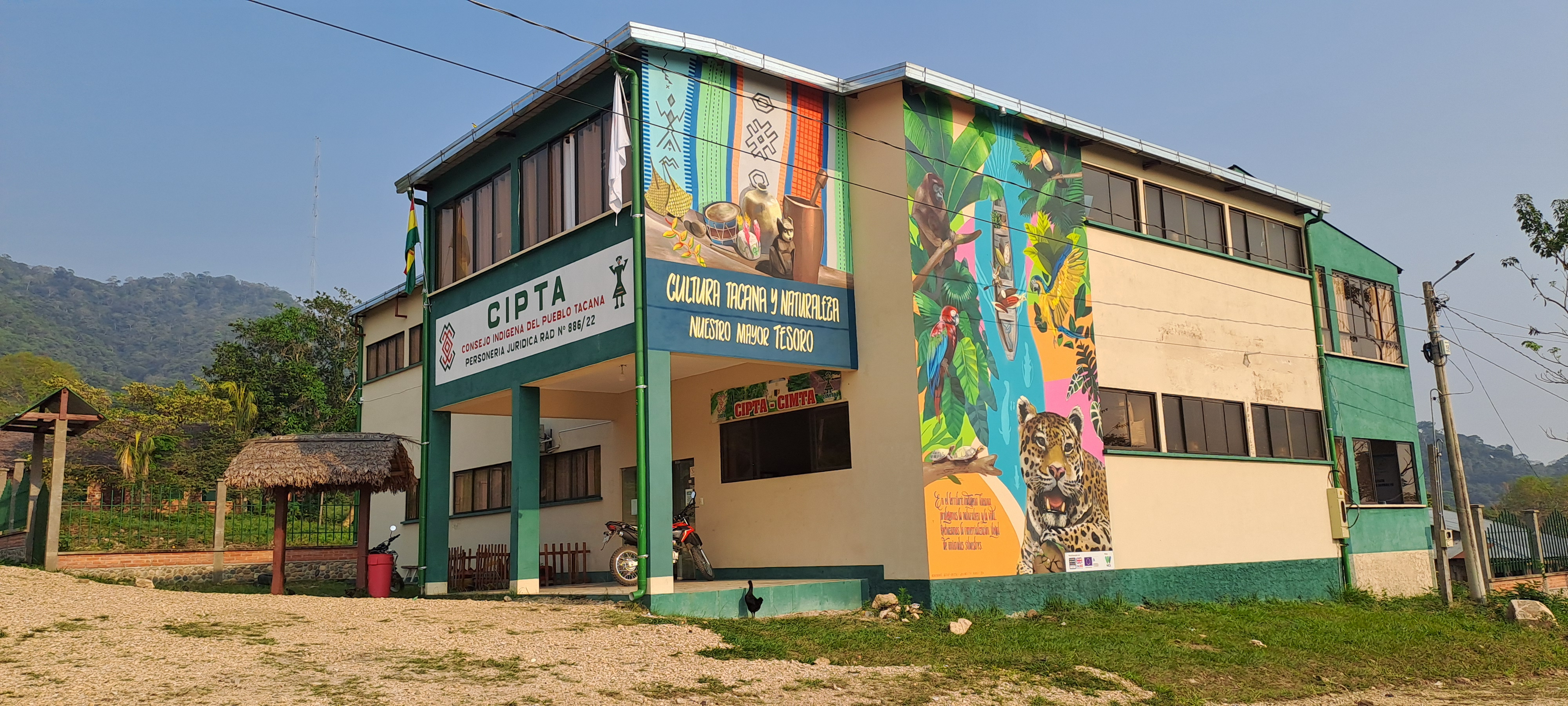
Casa Grande del Consejo Indígena del Pueblo Tacana.

En 1990, cuando numerosas empresas madereras comenzaron a establecerse en la región, algunos jóvenes líderes tacanas se preocuparon por la pérdida de sus tierras tradicionales y la explotación descontrolada de los recursos naturales. En respuesta, en 1992 decidieron crear una organización que representara a todas las comunidades tacanas, fundando el Consejo Indígena de los Pueblos Tacana (CIPTA), legalmente constituido entre 1992 y 1993.
La organización trabaja frente a la llegada de colonizadores y extractores de madera, minería, entre otras lo que amenazas a las tierras, recursos y cultura del pueblo tacana.

## Organización.
El Consejo Indígena del Pueblo Tacana (CIPTA) está compuesto por 21 corregidores, cada uno representando a una comunidad diferente. Además, existe el Consejo Indígena de Mujeres Tacanas (CIMTA), que actúa como representante de las mujeres de estas mismas comunidades. La principal instancia de toma de decisiones es la Gran Asamblea, que se lleva a cabo cada tres años, mientras que los consejos de corregidores se reúnen dos veces al año o según sea necesario. Las mujeres también celebran una Gran Asamblea cada tres años, en la cual eligen a su nuevo directorio, que lidera la organización.